# Bohlen (Geotop)

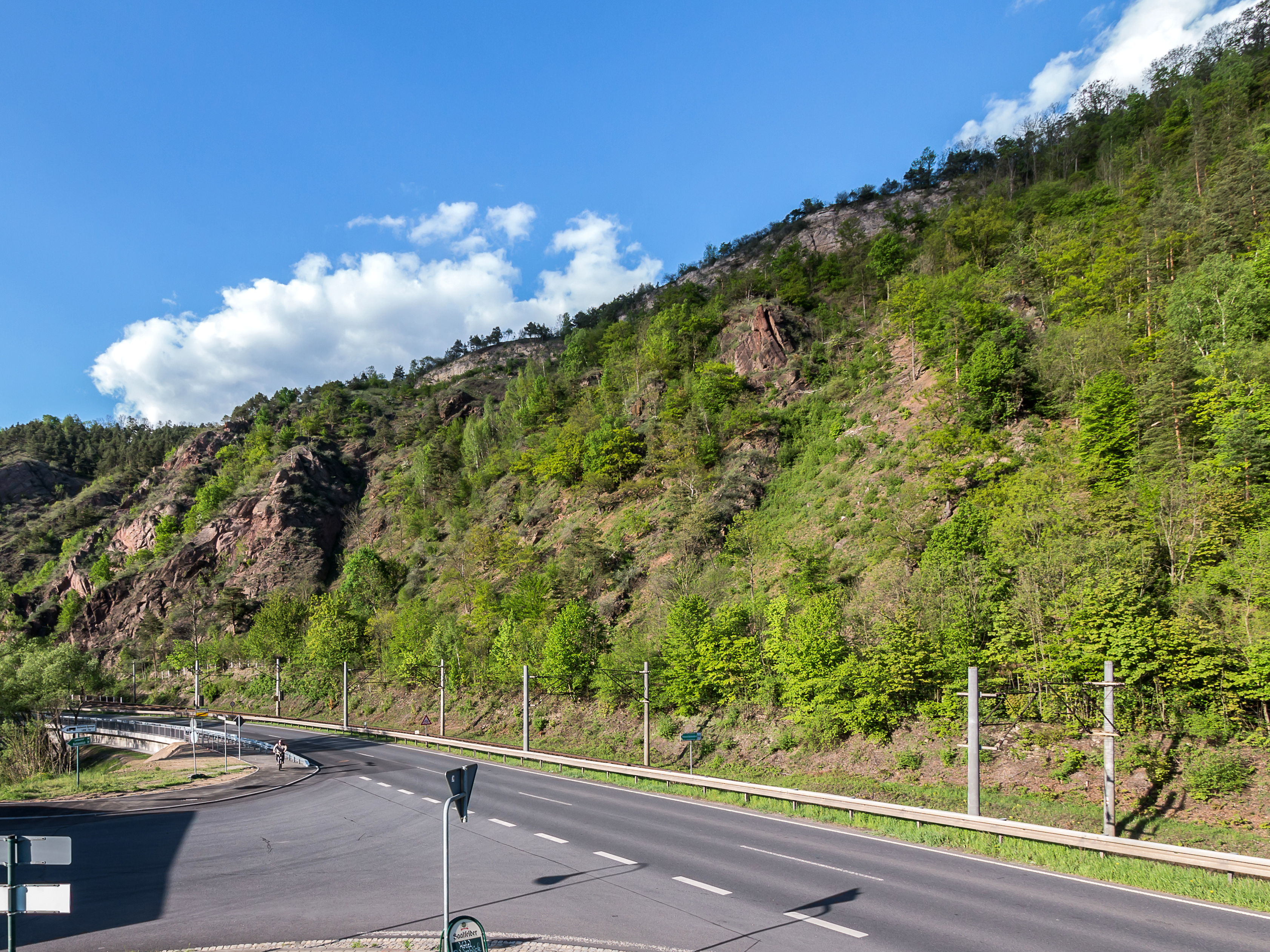
Der Bohlen bei Saalfeld, Blickrichtung NW

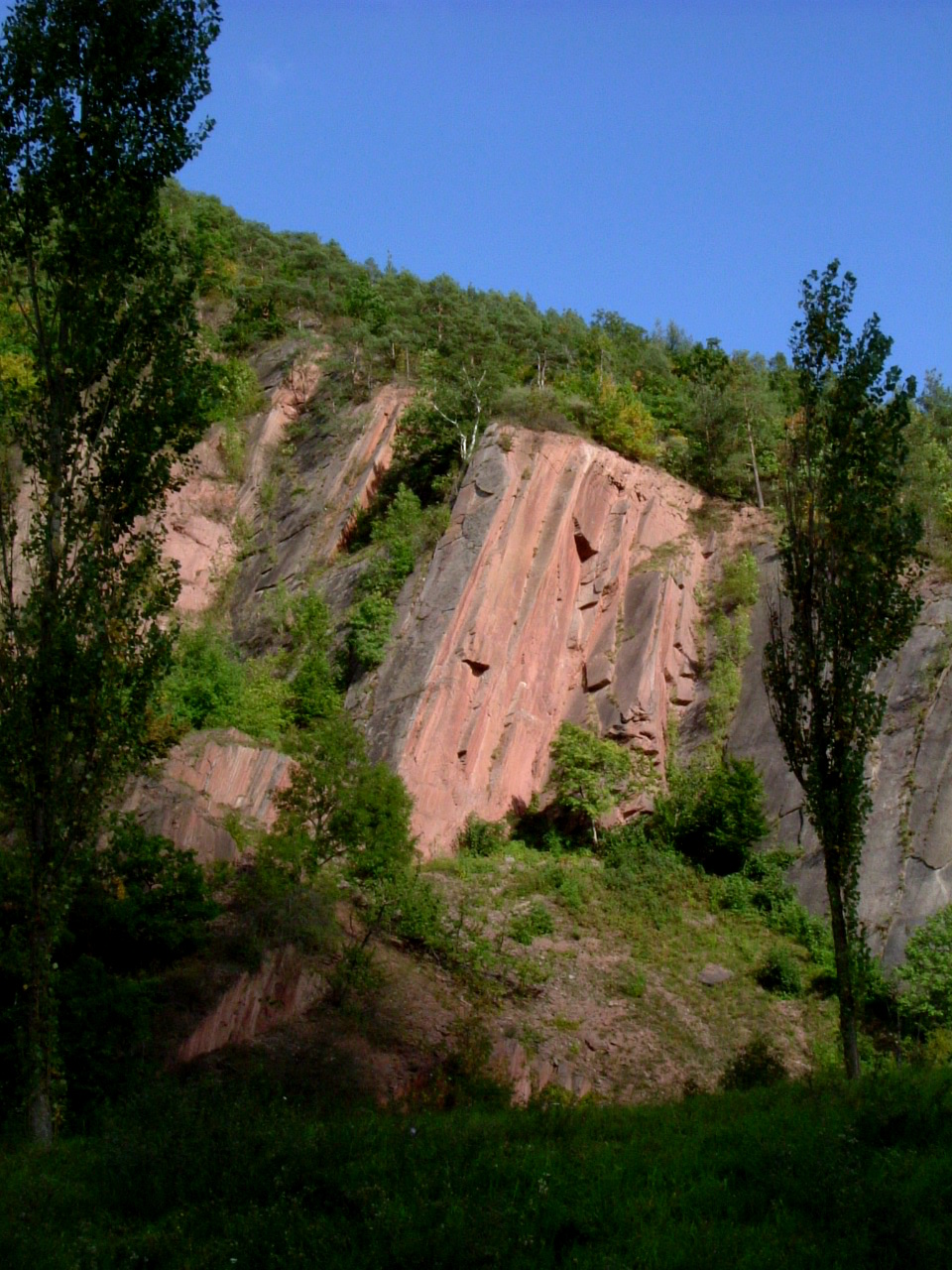
Plattenbruch mit aufgeschlossenen oberdevonischen Sedimenten der Gleitsch-Formation

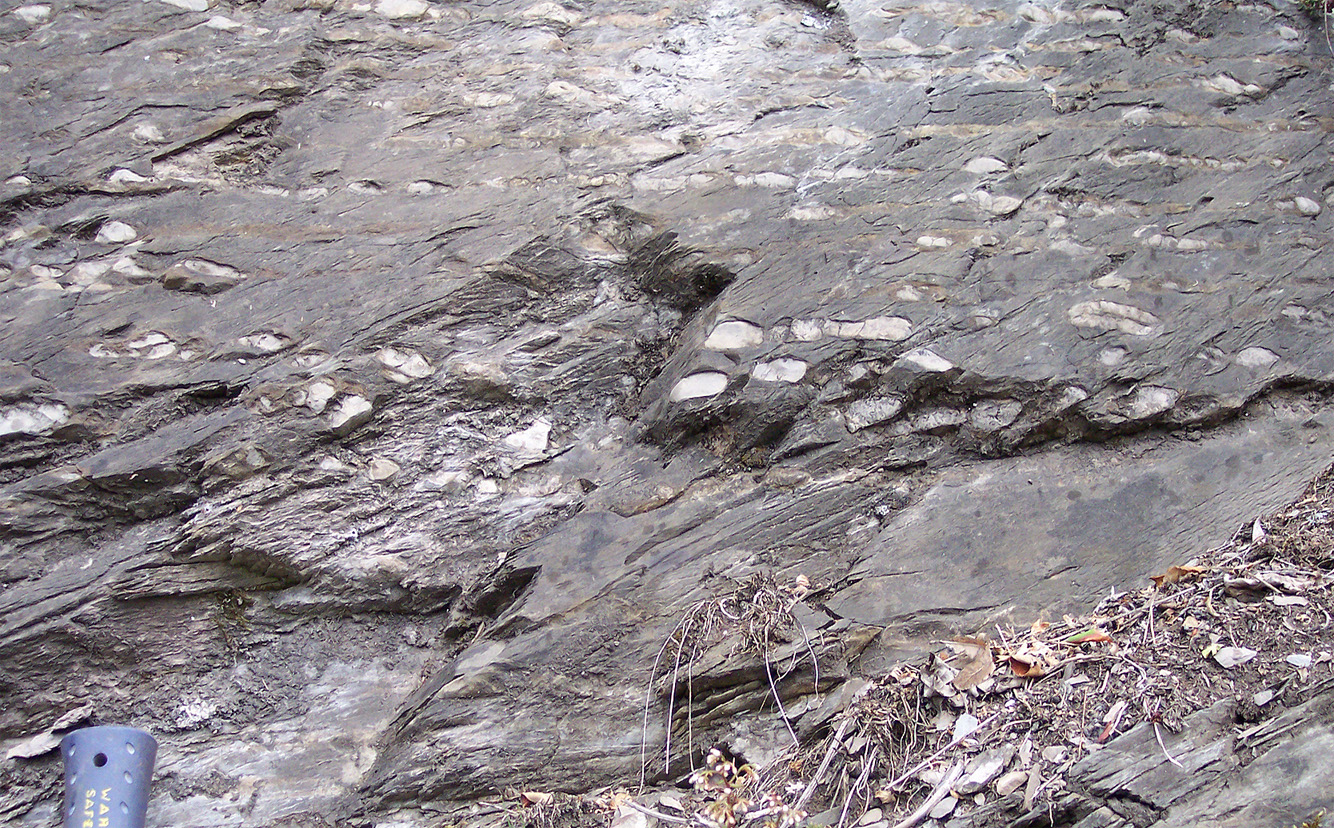
Oberdevonischer Kalkknotenschiefer der Gleitsch-Formation

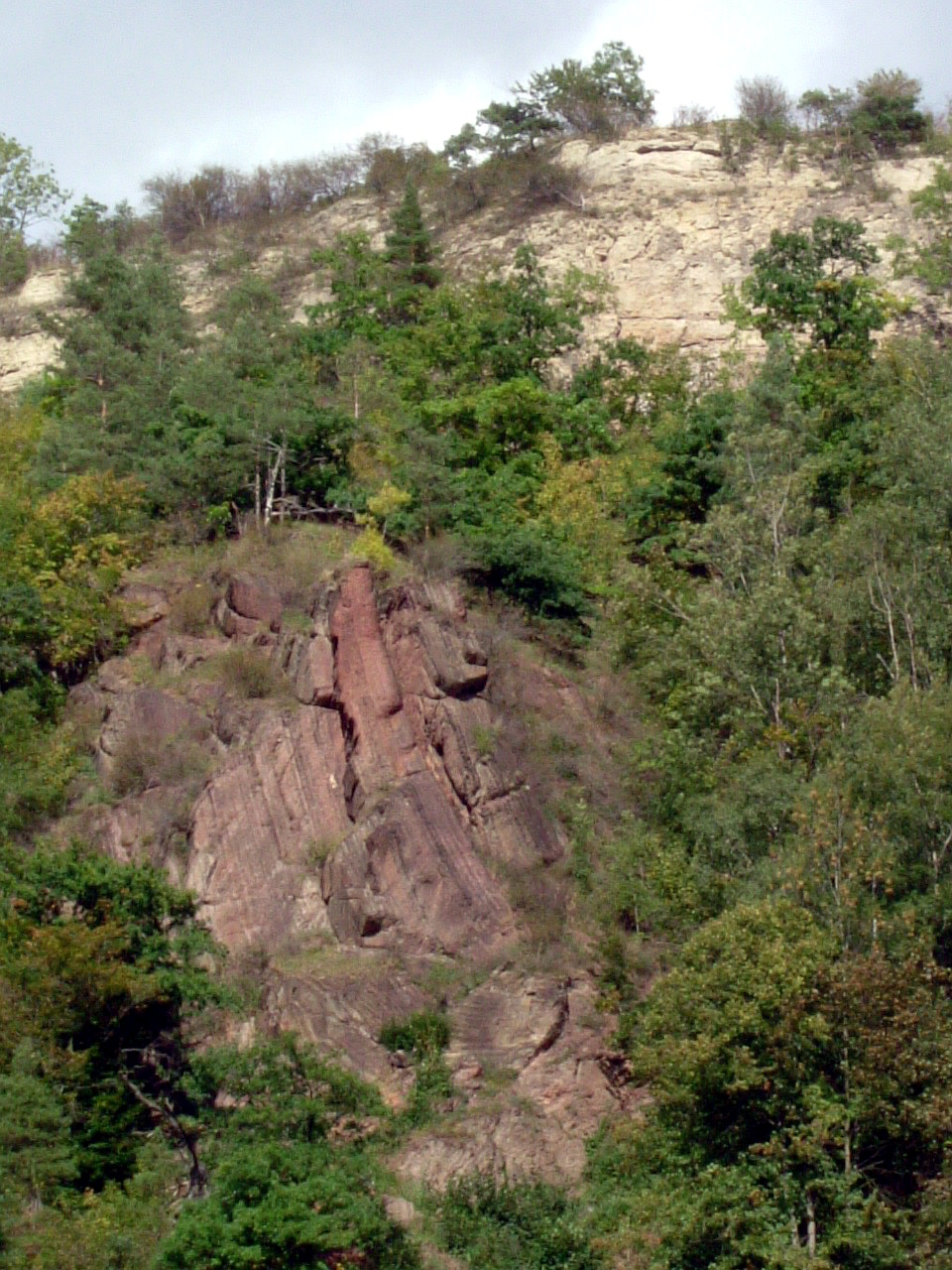
Helle Zechstein-Sedimente (an der Steinbruchkante) überlagern diskordant die gefalteten, rotbraunen, oberdevonischen Gesteine im Bereich des Plattenbruchs

Der Bohlen (auch Obernitzer Bohlen) bei Saalfeld-Obernitz ist ein 800 Meter langer und 100 Meter hoher geologischer Aufschluss im Saaletal zwischen den Ortschaften Köditz und Obernitz. Aufgeschlossen sind in dem geologischen Profil gefaltete Gesteine des Mitteldevons bis Unterkarbons, die von jüngeren Sedimenten des Perm diskordant überlagert werden. Aufgrund des außergewöhnlich guten Einblicks in die Schichtenfolge, die tektonische Entwicklung und der bedeutenden Fossilfunde wurde der Bohlen im Jahr 2006 als Nationaler Geotop ausgezeichnet.

## Lage
Der Aufschluss liegt auf der Ostseite des Saaletales 2 km südlich von Saalfeld an der B 85 zwischen den Ortsteilen Köditz und Obernitz. Die Oberkante des Aufschlusses steigt von Nordwesten nach Südosten von 326 m NN auf 340 m NN an.

## Erforschungsgeschichte
Bereits 1761 beschrieb der Leibarzt von Friedrich Karl von Schwarzburg–Rudolstadt und Naturwissenschaftler Georg Christian Füchsel den Aufschluss in seiner Abhandlung Historia terrae et maris, ex historia Thuringiae, per montium descriptionem. Actorum Academiae electoralis Moguntinae. In der zweiten Hälfte des 19. Jahrhunderts erregten die Fossilfunde im Bohlen-Profil das wissenschaftliche Interesse. Zahlreiche stratigraphische und paläontologische Arbeiten von Reinhard Richter trugen wesentlich zum Verständnis der Sedimentations- und Entwicklungsgeschichte der Gesteinsfolgen am Bohlen bei. Zahlreiche Mikro- und Makrofossilien – insbesondere Goniatiten, Clymenien und Trilobiten – wurden am Bohlen erstmals beschrieben und besitzen hier ihre Typlokalität.

## Geologie
Die Schichtenfolge der Gesteine des gefalteten, paläozoischen Grundgebirges umfasst in einer Mächtigkeit von etwa 200 Metern Sedimente des Mitteldevons (385 Millionen Jahre) bis Unterkarbons (340 Millionen Jahre). Die ältesten aufgeschlossenen Gesteine sind die dunkelgrauen bis schwarzen, geschieferten Tonsteine der Schwärzschiefer-Formation der Steinach-Gruppe des oberen Mitteldevons. Diese Gesteine wurden überlagert von den Sedimenten der Saalfeld-Gruppe, beginnend mit oberdevonischen Grauwacken, wechsellagernd mit Tuffbändern, schwarzen Tonschiefern und Tonschiefern mit Kalksteineinlagerungen der Hirtenrangen-Formation.
Darüber folgen die oberdevonischen Gesteine der Bohlen-Formation, die in diesem Profil ihre Typlokalität besitzt. Die Schichtenfolge beginnt mit grüngrauen bis grauen Ton- und Mergelschiefern, in die Kalkknotenschiefer und tuffitische Horizonte eingelagert sind (Plattenbruch-Subformation). Darüber folgen graue, kleinknotige Kalksteine der Gositzfelsen-Subformation. Den Übergang zwischen den Gesteinen des Oberdevons und Unterkarbons markieren im Aufschluss die Siltschiefer, Tonschiefer mit Kalksteinknollen und Feinsandsteinlagen der Gleitsch-Formation.
Die darauf folgende unterkarbonische Abfolge der Leutenberg-Gruppe ist durch die Zunahme der klastischen Gesteine vom Liegenden zum Hangenden gekennzeichnet. An der Basis des Unterkarbons finden sich schwarzgraue Rußschiefer mit Phosphoritkonkretionen (Rußschiefer-Subformation) und blaugrauen Dachschiefer. Beide Abfolgen gehören zu der in dieser Gegend weit verbreiteten Lehesten-Gruppe. Die jüngsten unterkarbonischen Sedimente, die im Bohlen-Profil aufgeschlossen sind, sind die Feinsandsteine und Bordenschiefer der Hasenthal-Formation.
Während der variszischen Gebirgsbildung vor etwa 338 Millionen Jahren wurden die Gesteinsfolgen intensiv tektonisch deformiert. Die Sedimentpakete wurden aufgefaltet und stellenweise gegeneinander an tiefreichenden Störungen verworfen. Infolge dieser Verwerfungen kommt es im Profilverlauf zu Schichtverdoppelungen, insbesondere im Mittelteil des Profils an der so genannten Köhler- und Richterverwerfung. Regionalgeologisch betrachtet, befindet sich der Aufschluss heute auf der Ostflanke des Schwarzburger Sattels bzw. auf der Westflanke der Ziegenrücker Mulde.
Nach der Auffaltung des variszischen Gebirges wurde dieses im Perm sukzessive eingeebnet. In den flachen Erosionssenken lagerte sich im Rotliegenden der Abtragungsschutt des variszischen Gebirges ab. Die Rotliegend-Sedimente sind heute nur noch stellenweise, in morphologisch geschützten Positionen am Top des gefalteten Grundgebirges erhalten. Während des Zechsteins wurde das Gebiet mehrfach von einem flachen Meer überflutet. Diskordant über den gefalteten Gesteinen lagerten sich tonige, karbonatische und dolomitische Gesteine der Werra- bis Leine-Folge (Zechstein 1 bis 3) ab, die an der Oberkante des Bohlen-Profils gut sichtbar aufgeschlossen sind.
Die jüngsten Bildungen stellen Terrassenablagerungen des Pleistozäns sowie die Schwemmfächer in den Geländeeinschnitten und die anthropogenen Bildungen (Aufschüttungen, Halden) des Quartärs dar.

## Nutzung
Einige Gesteinspartien wurden in vergangener Zeit für die Gewinnung von Werksteinen abgebaut. Insbesondere die rötlich gefärbten oberdevonischen Kalkknotenschiefer und Knotenkalke waren gesuchte Naturwerksteine. Sie wurden im sogenannten Obernitzer Plattenbruch bis zum Zweiten Weltkrieg abgebaut. Ein Teil der Kalksteinplatten wurde zu Gehweg-, Sockel- und Fassadenplatten verarbeitet. Die hochwertigeren Partien wurden zuletzt im Saalburger Marmorwerk als Fischerdorfer Marmor weiterverarbeitet und vermarktet. Im Jahr 1938 wurden im Obernitzer Plattenbruch noch 1100 Kubikmeter Material abgebaut.
Am Nordwestende des Profils ist noch heute das Mundloch des Gottlobstollens erhalten. Dieser Stollen stellt ein Relikt der Versuche der bergmännischen Nutzung der Schichtenfolge dar. Besonders die Schwarz- und Alaunschiefer standen seit dem Mittelalter im Mittelpunkt der bergbaulichen Tätigkeiten. Neben der Gewinnung von Alaun – das in den nahegelegenen Feengrotten in großem Umfang abgebaut wurde, wurden hier unter anderem silber- und bleihaltige Fahlerze, Kupfer- , Eisen- und Kobalterze sowie Baryt zu Tage gefördert.

## Geotop
Vom Thüringer Landesanstalt für Umwelt und Geologie wurde die Aufschlusswand als Geotop ausgewiesen. Im Jahr 2006 erfolgte die Aufnahme der Bohlenwand in die Liste der 77 ausgezeichneten Nationalen Geotope Deutschlands.

## Naturschutz
Aufgrund der exponierten Lage, der unterschiedlichen Gesteine im Untergrund entwickelten sich sehr differenzierte Standortverhältnisse und die Ausbildung einer standorttypischen Flora und Fauna. Das 21 Hektar große Gebiet um den Bohlen wurde am 21. Juni 1938 unter Naturschutz gestellt.
Zu den hier anzutreffenden Pflanzen gehören die Zottige Fahnenwicke, das Sand-Fingerkraut, das Echte Federgras, der Bleiche Schöterich, die Echte Felsenbirne, die Europäische Eibe. der Berg-Lauch, das Kalk-Blaugras sowie die Gewöhnliche Zwergmispel. Seltener sind Exemplare der Alpen-Aster hier zu finden. Am Hangfuß hat sich in den letzten Jahrzehnten ein Ahorn-Linden-Schutthaldenwald ausgebildet.  Auf den exponierten Standorten bilden sich Areale mit Pfingstnelken-Blauschwingelgras und Felsenbirnen-Blaugrasrasen aus, die zu den bestentwickelsten Pflanzengemeinschaften in Thüringen zählen. Die zunehmende Verbuschung des Aufschlusses wird in Abstimmung mit den Naturschutzbehörden moderat zurückgehalten, um die Sichtbarkeit des Aufschlusses nicht zu gefährden. In der Felswand befindet sich auch ein Brutplatz eines Europäischen Uhus.

## Trivia
Aufgrund der besonderen Lagerungsverhältnisse und der damals hervorragenden Aufschlussverhältnisse wählte Johannes Walter das Profilbild des Bohlens als Einband seiner ab 1910 herausgegebenen Publikation Geologie von Deutschland.